# ウジャエ空港
ウジャエ空港（英語: Ujae Airport）は、マーシャル諸島ウジャエ環礁ウジャエ島にある空港である。

## 歴史
第二次世界大戦終結後に建設された。

## 就航路線
| 航空会社           | 目的地         |
| ------------------ | -------------- |
| マーシャル諸島航空 | ラエー、オトー |